# Кьявари
Кьявари (итал. Chiavari) — коммуна в Италии, располагается в регионе Лигурия, в провинции Генуя.
Население составляет 27 797 человек (2008 г.), плотность населения составляет 2231 чел./км². Занимает площадь 12 км². Почтовый индекс — 16043. Телефонный код — 0185.
Покровительницей коммуны почитается Пресвятая Богородица (Nostra Signora dell'Orto), празднование 2 июля.
Расположен в восточной части Лигурии, в долине Фонтанабуона.

## Демография
Динамика населения:

## Администрация коммуны
- Официальный сайт: http://www.comune.chiavari.ge.it/